# Bretagne Classic 2021
La Bretagne Classic 2021, 85a edició de la Bretagne Classic, és una cursa ciclista que es disputà el 29 d'agost de 2021 pels voltants de Plouay, a la Bretanya. La cursa formava part del calendari UCI World Tour 2021.
El vencedor fou el francès Benoît Cosnefroy (AG2R Citroën Team), que s'imposà a l'esprint a Julian Alaphilippe (Deceuninck-Quick Step) i Mikkel Honoré (Deceuninck-Quick Step), segon i tercer respectivament.

## Equips participants
Hi van prendre part 19 equips UCI WorldTeams, així com cinc equips UCI ProTeam:
| WorldTeams (19)- AG2R Citroën Team - Astana-Premier Tech - Bahrain Victorious - Bora-Hansgrohe - Cofidis - Deceuninck-Quick Step - EF Education-Nippo - Groupama-FDJ - Ineos Grenadiers - Intermarché-Wanty-Gobert Matériaux - Israel Start-Up Nation - Jumbo-Visma - Lotto Soudal - Movistar Team - Team BikeExchange - Team DSM - Qhubeka NextHash - Trek-Segafredo - UAE Team Emirates ProTeams (5)- Arkéa-Samsic - B&B Hotels p/b KTM - Delko - TotalEnergies - Burgos-BH |
| |

## Classificació final
| \| Classificació general \| Classificació general \| Classificació general \| Classificació general \| Classificació general \| \| Corredor \| Corredor \| Equip \| Temps \| \| \| --------------------- \| --------------------- \| --------------------- \| --------------------- \| --------------------- \| \| 1r \| Benoît Cosnefroy \| AG2R Citroën Team \| 5h 59' 56" \| \| \| 2n \| Julian Alaphilippe \| Deceuninck-Quick Step \| + 0" \| \| \| 3r \| Mikkel Frølich Honoré \| Deceuninck-Quick Step \| + 3" \| \| \| 4t \| Ethan Hayter \| Ineos Grenadiers \| + 13" \| \| \| 5è \| Connor Swift \| Arkéa-Samsic \| + 13" \| \| \| 6è \| Franck Bonnamour \| B&B Hotels p/b KTM \| + 13" \| \| \| 7è \| Jasper Stuyven \| Trek-Segafredo \| + 13" \| \| \| 8è \| Valentin Madouas \| Groupama-FDJ \| + 13" \| \| \| 9è \| Quentin Pacher \| B&B Hotels p/b KTM \| + 16" \| \| \| 10è \| Giacomo Nizzolo \| Qhubeka NextHash \| + 17" \| \| |                       |                       |            |
| |                       |                       |            |
| Font: ProCyclingStats |                       |                       |            |
| Classificació general |                       |                       |            |
| Corredor | Corredor              | Equip                 | Temps      |
| 1r | Benoît Cosnefroy      | AG2R Citroën Team     | 5h 59' 56" |
| 2n | Julian Alaphilippe    | Deceuninck-Quick Step | + 0"       |
| 3r | Mikkel Frølich Honoré | Deceuninck-Quick Step | + 3"       |
| 4t | Ethan Hayter          | Ineos Grenadiers      | + 13"      |
| 5è | Connor Swift          | Arkéa-Samsic          | + 13"      |
| 6è | Franck Bonnamour      | B&B Hotels p/b KTM    | + 13"      |
| 7è | Jasper Stuyven        | Trek-Segafredo        | + 13"      |
| 8è | Valentin Madouas      | Groupama-FDJ          | + 13"      |
| 9è | Quentin Pacher        | B&B Hotels p/b KTM    | + 16"      |
| 10è | Giacomo Nizzolo       | Qhubeka NextHash      | + 17"      |